# Ingeborg-Bachmann-Preis 2000
Der Ingeborg-Bachmann-Preis 2000 war der 24. Wettbewerb um den Literaturpreis bei den Tagen der deutschsprachigen Literatur. Die Veranstaltung fand vom 28. Juni bis 2. Juli 2000 im Klagenfurter ORF-Theater des Landesstudios Kärnten statt.
Isolde Moser und Heinz Bachmann, die Geschwister und Erben Ingeborg Bachmanns, hatten Anfang Februar als Reaktion auf die seit 1999 amtierende, FPÖ-dominierte Kärntner Landesregierung in einem Brief an Landeshauptmann Jörg Haider untersagt, den Namen der Dichterin weiterhin im Namen des Preises zu verwenden, „bis wir davon ausgehen können, dass die Politik in diesem Lande nicht mehr beschämend sein wird und sich ihrer, der Weltliteratur zugehörenden Autorin, würdig erweist“. Am nächsten Tag erklärte Haider überraschend, dass die Entscheidung, die Landesunterstützung für die „totgelaufene und sterile Veranstaltung“ zu streichen, bereits einen Monat zuvor gefallen sei. Tatsächlich zog sich das Land Kärnten, das sich seit 1985 mit einem Literaturpreis in Höhe von 120.000 Schilling beteiligt hatte, zurück; an Stelle des Preises des Landes Kärnten vergab eine unabhängige Plattform kulturinteressierter Kärntner zwei Stipendien.

## Autoren

### Erster Lesetag
- David Wagner: Wasserschaden
- Daniel Goetsch: Hochdruck im Flachland
- Julia Franck: Mir nichts, dir nichts
- Malin Schwerdtfeger: Fell und Federn
- Birgit Müller-Wieland: Der Glückliche
- Stephan Alfare: Karl Heinz Zizala hat Krebs (Romanauszug)

### Zweiter Lesetag
- Georg Klein: Auszug aus einem langen Prosatext
- Birgit Kempker: Was hab ich in Meppen zu suchen
- Martin Amanshauser: El Examen
- Andreas Maier: Diagnosestunde (Romanauszug)
- Martina Kieninger: Die Leidensblume von Nattersheim
- Georg M. Oswald: Wellness

### Dritter Lesetag
- Susanne Riedel: Knoten (Romanauszug)
- Stephan Reimertz: Papiergewicht (Romanauszug)
- Patrick Kokontis: Entgleisungen (Auszug)
- Ulrike Draesner: Lück (Romanauszug)

## Juroren
- Elisabeth Bronfen
- Ulrike Längle
- Iris Radisch
- Hardy Ruoss
- Denis Scheck
- Robert Schindel (Juryvorsitz)
- Burkhard Spinnen

## Preisträger
- Ingeborg-Bachmann-Preis (dotiert mit 250.000 ÖS): Georg Klein
- Preis der Jury (dotiert mit 120.000 ÖS): Susanne Riedel
- Ernst-Willner-Preis (160.000 ÖS): Andreas Maier
- 3sat-Preis (dotiert mit 10.000 DM): Julia Franck
- Stipendien der Plattform kulturinteressierter Kärntnerinen und Kärntner (je 50.000 ÖS): Malin Schwerdtfeger, David Wagner